# Danbara aurata
Danbara aurata är en insektsart som beskrevs av Ball 1909. Danbara aurata ingår i släktet Danbara och familjen dvärgstritar. Inga underarter finns listade i Catalogue of Life.